# Podział administracyjny Austrii
Republika Austrii jest federacją, którą tworzy 9 krajów związkowych (niem.: Bundesland lub Land, l.mn.: Bundesländer, Länder).
Kraje związkowe podzielone są na miasta statutarne (niem.: Statutarstadt, Stadtbezirk, l.m.: Statutarstädte, Stadtbezirke) oraz powiaty (niem.: Bezirk, Landbezirk, l.m.: Bezirke, Landbezirke, w Dolnej Austrii i Vorarlbergu Verwaltungsbezirk, l.m.: Verwaltungsbezirke).
Wyjątek stanowi Wiedeń, który podzielony jest na 23 dzielnice (niem.: Gemeindebezirk, l.mn.: Gemeindebezirke).
Powiaty dzielą się na: miasta (niem.: Stadt, l.m.: Städte), gminy targowe (niem.: Marktgemeinde, l.mn.: Marktgemeinden) oraz gminy (niem.: Gemeinde, Ortsgemeinde, l.mn.: Gemeinden, Ortsgemeinden).

Struktura podziału administracyjnego Austrii

## Kraje związkowe

### Historia
Pięć z dziewięciu krajów związkowych: Dolna Austria, Karyntia, Salzburg, Styria oraz Tyrol, istnieje od średniowiecza. Górna Austria wyodrębniła się za panowania Józefa II około 1783-84. Vorarlberg wyodrębnił się z Tyrolu w roku 1861. Po rozpadzie Austro-Węgier w 1918 roku na podstawie traktatu z Saint-Germain oraz traktatu z Trianon Burgenland został przyłączony do Austrii jako kolejny kraj związkowy. W 1922 z Dolnej Austrii został wyodrębniony Wiedeń, jako 9 kraj związkowy.

### Podstawa prawna
Podstawą prawną podziału Austrii na kraje związkowe jest Konstytucja Austrii uchwalona 1 października 1920 roku z późniejszymi zmianami.
Mówi ona:

Artykuł 2

(1) Austria jest państwem federalnym.

(2) Federację tworzą samodzielne kraje: Burgenland, Karyntia, Dolna Austria, Górna Austria, Salzburg, Styria, Tyrol, Vorarlberg i Wiedeń.

### Lista
| Herb | Polska nazwa  | Niemiecka nazwa  | Stolica                  | Powierzchnia | Ludność (2023) |
| ---- | ------------- | ---------------- | ------------------------ | ------------ | -------------- |
|      | Burgenland    | Burgenland       | Eisenstadt               | 3965,20 km²  | 301250         |
|      | Karyntia      | Kärnten          | Klagenfurt am Wörthersee | 9536,50 km²  | 568984         |
|      | Dolna Austria | Niederösterreich | St. Pölten               | 19179,56 km² | 1718373        |
|      | Górna Austria | Oberösterreich   | Linz                     | 11982,52 km² | 1522825        |
|      | Salzburg      | Salzburg         | Salzburg                 | 7154,56 km²  | 568346         |
|      | Styria        | Steiermark       | Graz                     | 16399,34 km² | 1265198        |
|      | Tyrol         | Tirol            | Innsbruck                | 12648,37 km² | 771304         |
|      | Vorarlberg    | Vorarlberg       | Bregencja                | 2601,67 km²  | 406395         |
|      | Wiedeń        | Wien             | –                        | 414,82 km²   | 1982097        |

### Podział
| Nazwa                | Gminy katastralne | Powiaty | Miasta statutarne | Miasta | Gminy targowe | Gminy | Gminy razem | Miejscowości |
| -------------------- | ----------------- | ------- | ----------------- | ------ | ------------- | ----- | ----------- | ------------ |
| Burgenland           | 0328              | 07      | 2                 | 11     | 067           | 091   | 171         | 0328         |
| Karyntia             | 0746              | 08      | 2                 | 15     | 047           | 068   | 132         | 2825         |
| Dolna Austria        | 3040              | 20      | 4                 | 72     | 327           | 170   | 573         | 3744         |
| Górna Austria        | 1213              | 15      | 3                 | 29     | 151           | 255   | 438         | 6590         |
| Salzburg             | 0381              | 05      | 1                 | 10     | 024           | 0 84  | 119         | 0687         |
| Styria               | 1605              | 13      | 1                 | 34     | 122           | 129   | 286         | 2078         |
| Tyrol                | 0341              | 08      | 1                 | 10     | 021           | 245   | 277         | 0627         |
| Vorarlberg           | 0107              | 04      | –                 | 05     | 012           | 079   | 096         | 0155         |
| Wiedeń               | 0089              | 0–      | 1                 | 0–     | 00–           | 00–   | 001         | 0023         |
| Razem                | 7850              | 79      | 150               | 1870   | 772           | 11190 | 20930       | 170570       |
| Źródło: statistik.at |                   |         |                   |        |               |       |             |              |

## Powiaty
Podstawa prawna

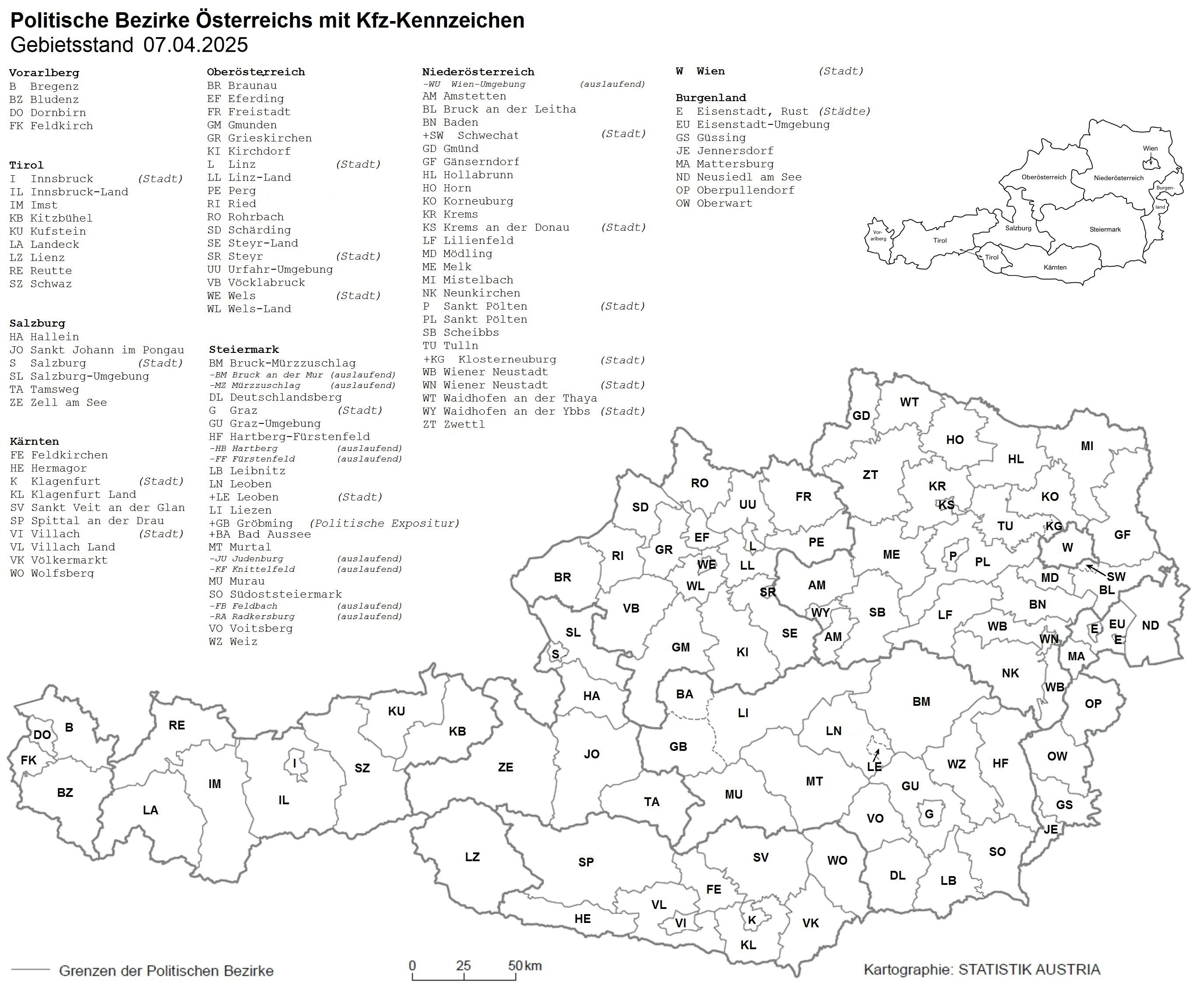
Powiaty Austrii

Podstawa prawna istnienia powiatów regulowana jest na poziomie krajów związkowych. Jest to odpowiednio:
- Burgenland – Burgenländisches Bezirkshauptmannschaften-Gesetz – Bgld. BH-G,
- Dolna Austria – Gesetz über die Organisation der Bezirkshauptmannschaften,
- Górna Austria,
- Karyntia – Bezirkshauptmannschaften-Gesetz,
- Salzburg – Bezirkshauptmannschaften-Gesetz,
- Styria – Gesetz vom 13. Mai 1997 über die Organisation der Bezirkshauptmannschaften und die uständigkeit der Bezirksverwaltungsbehörden in der Steiermark (Steiermärkisches Bezirkshauptmannschaftengesetz),
- Tyrol – Gesetz über die Organisation der Bezirkshauptmannschaften,
- Vorarlberg – Gesetz über die Organisation der staatlichen Bezirksverwaltung.

Kraj związkowy Wiedeń nie dzieli się na powiaty.

## Gminy
Gminy są korporacjami terytorialnymi z prawem do samorządu i zarazem okręgami administracyjnymi. Każda nieruchomość należy do jednej gminy.
Organami gmin są:
- rada gminy;
- zarząd gminy;
- burmistrz.

Gminom liczącym co najmniej 20 000 mieszkańców nadawane są prawa miejskie.

## Miasta statutarne

### Podstawa prawna
Wszystkie gminy Austrii na podstawie Konstytucji Federalnej podlegają tym samym prawom, niezależnie, czy są to sporej wielkości miasta, czy też gminy wiejskie.
Jednocześnie Konstytucja pozwala na tworzenie miast statutarnych:

Artykuł 116

(3) O ile nie zagraża to interesom krajowym, gminie liczącej co najmniej 20 000 mieszkańców, jest nadawany na jej wniosek w drodze ustawy krajowej jej statut (prawo miejskie). Taka ustawa może być ogłoszona tylko za zgodą Rządu Federalnego. Zgodę uważa się za udzieloną, jeżeli Rząd Federalny w ciągu 8 tygodni od dnia, w którym uchwalona ustawa została przedłożona w odpowiednim ministerstwie federalnym, nie powiadomi naczelnika kraju, że zgody odmawia. Miasto posiadające własny statut, obok zadań administracji gminnej, wykonuje również administrację okręgową.

### Lista
| Herb | Nazwa                    | Kraj związkowy | Ludność   | Powierzchnia | Gęstość | Data nadania statutu |
| ---- | ------------------------ | -------------- | --------- | ------------ | ------- | -------------------- |
|      | Eisenstadt               | Burgenland     | 15 729    | 42,88        | 367     | 1921                 |
|      | Graz                     | Styria         | 298 479   | 127,57       | 2340    | 1850                 |
|      | Innsbruck                | Tyrol          | 131 358   | 104,91       | 1252    | 1850                 |
|      | Klagenfurt am Wörthersee | Karyntia       | 104 332   | 120,12       | 869     | 1850                 |
|      | Krems an der Donau       | Dolna Austria  | 25 271    | 51,66        | 489     | 1938                 |
|      | Linz                     | Górna Austria  | 210 118   | 95,99        | 2189    | 1866                 |
|      | Rust                     | Burgenland     | 1964      | 20,01        | 98      | 1921                 |
|      | Salzburg                 | Salzburg       | 156 619   | 65,65        | 2386    | 1869                 |
|      | St. Pölten               | Dolna Austria  | 57 639    | 108,44       | 532     | 1922                 |
|      | Steyr                    | Górna Austria  | 37 917    | 26,56        | 1428    | 1867                 |
|      | Villach                  | Karyntia       | 65 135    | 134,99       | 483     | 1932                 |
|      | Waidhofen an der Ybbs    | Dolna Austria  | 11 126    | 131,56       | 85      | 1868                 |
|      | Wels                     | Górna Austria  | 64 385    | 45,92        | 1402    | 1964                 |
|      | Wiedeń                   | Wiedeń         | 1 982 097 | 414,82       | 4778    | 1850                 |
|      | Wiener Neustadt          | Dolna Austria  | 47 878    | 60,94        | 786     | 1866                 |